# Королевские военно-воздушные силы Норвегии
Королевские военно-воздушные силы Норвегии (букмол Kongelige Norske Luftforsvaret) — один из видов вооружённых сил Королевства Норвегия.
Норвегия располагает небольшими, современными военно-воздушными силами, которые, наряду с воздушной обороной Норвегии, привлекаются к участию в международных операциях. С 1994 года норвежские ВВС были задействованы в Боснии, Косово и Афганистане.

## История
Военная авиация появилась в составе норвежской армии в 1912 году и в 1916 году во флоте. ВВС Норвегии принимали участие во Второй мировой войне и в 1944 году выделены в самостоятельный вид вооружённых сил, до этого были разделены на Воздушные Силы армии Норвегии  (Hærens Flyvevaaben) и Воздушные Силы флота Норвегии (Marinens Flyvevaaben). Впоследствии, название рода войск неоднократно менялось, когда в его состав включали или изымали из него службу ПВО (Luftvernartilleriet (LVA)). Современное название носят с 1959 года.
Весной 1980 года на вооружение ВВС Норвегии поступили первые серийные F-16.

## Структура
Станция ВВС Сёррайса (Luftforsvarets stasjon Sørreisa) — Станция контроля и предупреждения (Kontroll- og varslingsstasjon)
- 131-е Авиакрыло (131 Luftving)[4]
  - РЛ пункт Вардё (Radarhode Vardø)
  - РЛ пункт Искюрас (Radarhode Iskuras)
  - РЛ пункт Хоннигсвог (Radarhode Honningsvåg)
  - РЛ пункт Ньюнис (Radarhode Njunis)
  - РЛ пункт Сеня (Radarhode Senja)
  - РЛ пункт Вествагёй (Radarhode Vestvågøy)

Авиастанция Ёрланд (Ørland flystasjon) — Главная авиастанция (Hovedflystasjon)
- аэродром Ёрланд
  - 132-е Aвиакрыло (132 Luftving)
    - Штаб
    - 332-я Эскадрилья (332 Skvadron) (F-35A, NRF — NATO Reaction Force)
    - 338-я Эскадрилья (338 Skvadron) (будет перевооружена на F-35A)
    - Батальон ПВО Ёрланд (Luftvernartilleribataljon Ørland) (2 х батареи NASAMS II)
    - Базовый комплект 1 (Basesett 1) (экспедиционная тыловая часть поддержки в операциях за рубежом)
    - Группа (и школа) обороны базы (Baseforsvarsgruppen med BFTS)
    - Базовая тыловая группа (Basegruppen)

  - Отряд спасательных вертолетов 330-й Эскадрильи (Redningshelikopterdetasjement Ørland, 330 Skvadron) (AW101 Merlin) (139-го Aвиакрыла)
  - Передняя оперативная локация Воздушного отряда ДРЛО НАТО (NATO Airborne Early Warning Force — Forward Operating Location) (E-3A Sentry)
- аэродром Будё
  - Группа станции Будё (Stasjonsgruppe Bodø) (самостоятельная основная авиастанция до 2016 года)
    - 331-я Эскадрилья (F-16A/B MLU) (будет перевооружена на F-35A и перебазирована на Ёрланде)
    - Авиа-техническая эскадрилья (Vedlikeholdsskvadron)
    - Отряд спасательных вертолетов 330-й Эскадрильи (Redningshelikopterdetasjement Bodø, 330 Skvadron) (AW101 Merlin) (139-го Aвиакрыла)
- аэродром Банак
  - Группа станции Банак (Stasjonsgruppe Banak)
    - Отряд спасательных вертолетов 330-й Эскадрильи (Redningshelikopterdetasjement Banak, 330 Skvadron) (AW101 Merlin) (139-го Aвиакрыла)

Авиастанция Андёйя (Andøya flystasjon)
- аэродром Андёйя
  - 133-е Aвиакрыло (133 Luftving)
    - 333-я Эскадрилья (333 Skvadron) (P-3C, P-3N, морское патрулирование, ПЛО) (будет перевооружена на P-8A Poseidon и перебазирована на Эвенесе)

Авиастанция Эвенес (Evenes flystasjon) (запасный аэродром ближе города Нарвик, будет переформирован в активную авиабазу)
- аэродром Эвенес
  - 133-е Aвиакрыло (133 Luftving)
    - 333-я Эскадрилья (333 Skvadron) (P-8A Poseidon, морское патрулирование, ПЛО)

  - 132-е Aвиакрыло (132 Luftving)
    - дежурное авиазвено F-35A из Ёрланде для ПВО Северной Норвегии
    - батарея ПВО NASAMS II
    - Отряд охраны авиабазы
    - Отряд тыла

Авиастанция Гардермуэн (Gardermoen flystasjon)
- Международный аэропорт Осло-Гардермуэн
  - 135-е Авиакрыло (135 Luftving)
    - Штаб
    - 335-я Эскадрилья (335 Skvadron) (C-130J Hercules, тактический авиатранспорт)
    - 717-я Эскадрилья (717 Skvadron FEKS) (Dassault Falcon 20D, РЭБ и ВИП-авиатранспорт)

Авиастанция Бардюфосс (Bardufoss flystasjon)
- аэродром Бардюфосс
  - 139-е Авиакрыло (139 Luftving)
    - Штаб
    - 337-я Эскадрилья (337 Skvadron) (NH-90TTH (CG), авиационная поддержка береговой охраны)
    - 339-я эскадрилья (339 Skvadron) (Bell 412 SP, авиационная поддержка сухопутных войск)
    - 718-я эскадрилья (718 Skvadron Dronetjeneste) (БЛА, воздушные мишени)
    - Летная школа ВВС (Luftforsvarets Flygeskole) (Saab T-17 Safari, начальная подготовка пилотов-курсантов)
- аэродром Мосс-Рюгге
  - Группа станции Рюгге (Stasjonsgruppe Rygge)
    - Отряд тактических вертолетов 339-й Эскадрильи (339 Skvadron Avdeling Rygge) (Bell 412 SP, поддержка военных и полицейского спецназа)
    - Отряд спасательных вертолетов 330-й Эскадрильи (Redningshelikopterdetasjement Rygge, 330 Skvadron) (AW101 Merlin)

Авиастанция Сула (Sola flystasjon)
- аэродром Ставангер-Сула
  - 139-е Авиакрыло (139 Luftving)
    - 330-я Эскадрилья (330 Skvadron) (AW101 Merlin, спасательная эскадрилья)
      - дежурные спасательные вертолеты в Banak, Bodø, Ørland, Florø, Sola и Rygge

Военно-морская база Хоконсверн (Haakonsvern orlogsstasjon) (в близости города Берген)
- вертолетная площадка ВМБ Хоконсверне
  - 139-е Авиакрыло (139 Luftving)
    - 334-я Эскадрилья (334 Skvadron) (NH-90NFH, вертолетная эскадрилья для поддержки флота)

Запасный аэродром Вернес (Værnes flystasjon) ((в близости города Тронхейм)
- Академия ВВС (Luftkrigsskolen)

Запасный аэродром Хевик (Kjevik flystasjon) ((в близости города Кристиансанн)
- Школа сержантов ВВС (Luftforsvarets befalsskole)
- Школа электроники и информатики ВВС (Luftforsvarets elektronikk og dataskole)
- Школа авиационной техники ВВС (Luftforsvarets flytekniske skole)
- Школа боеприпасов сил обороны Хевик (Forsvaret ammunisjonsskole Kjevik)
- Технический отдель Академии ВВС (Luftkrigsskolen teknisk avdeling)

## Пункты базирования
- Авиабаза Андёйя (букмол Andøya flystasjon)
- Авиабаза Бардуфосс (букмол Bardufoss flystasjon)
- Авиабаза Будё (букмол Bodø hovedflystasjon)
- Авиабаза Гардермуэн (букмол Gardermoen flystasjon)
- Авиабаза Рюгге (букмол Rygge flystasjon)
- Авиабаза Сула (букмол Sola flystasjon)
- Авиабаза Орланд (букмол Ørland hovedflystasjon)

## Боевой состав
| Обозначение формирования или части | Вооружение и оснащение | Место расположения |
| ---------------------------------- | ---------------------- | ------------------ |
| 331 эскадрилья                     | F-16                   |                    |
| 332 эскадрилья                     | F-16                   |                    |
| 338 эскадрилья                     | F-16                   |                    |
| 717 эскадрилья                     | DA-20 Jet Falcon       |                    |
| 333 эскадрилья                     | P-3C Orion             |                    |
| 339 эскадрилья                     | Bell 412SP             |                    |
| 720 эскадрилья                     | Bell 412 SP            |                    |

## Техника и вооружение
| Изображение            | Тип                  | Производство            | Назначение                   | Количество      | Примечания                                           |
| Боевые самолёты        | Боевые самолёты      | Боевые самолёты         | Боевые самолёты              | Боевые самолёты | Боевые самолёты                                      |
| ---------------------- | -------------------- | ----------------------- | ---------------------------- | --------------- | ---------------------------------------------------- |
|                        | F-35A Lightning II   | США                     | Многоцелевой истребитель     | 40              | 52 самолёта заказано. Заменят устаревшие F-16.       |
|                        | P-8A Poseidon        | США                     | Противолодочный самолёт      | 5               |                                                      |
| Транспортные самолёты  |                      |                         |                              |                 |                                                      |
|                        | C-130J-30 Hercules   | США                     | Военно-транспортный самолёт  | 4               |                                                      |
| Тренировочные самолёты |                      |                         |                              |                 |                                                      |
|                        | MFI-15 Safari        | Швеция                  | Учебно-тренировочный самолёт | 16              |                                                      |
| Вертолёты              |                      |                         |                              |                 |                                                      |
|                        | NH90 NFH             | Европейский союз        | Противолодочный вертолёт     | 0               | На 2024 год все 13 вертолётов находятся на хранении. |
|                        | Bell 412SPBell 412HP | США                     | Многоцелевой вертолёт        | 12 6            |                                                      |
|                        | AW101                | Италия / Великобритания | Спасательный вертолёт        | 13              |                                                      |
|                        | Westland Sea King    | Великобритания          | Спасательный вертолёт        | 10              |                                                      |
| ПВО                    |                      |                         |                              |                 |                                                      |
|                        | NASAMS III           | Норвегия                | ЗРК средней дальности        | 6 ПУ            |                                                      |

## Опознавательные знаки

Опознавательный знак ВВС Норвегии

### Эволюция опознавательных знаков ВВС Норвегии
| Опознавательный знак | Знак на фюзеляж | Знак на киль | Когда использовался            | Порядок нанесения |
| -------------------- | --------------- | ------------ | ------------------------------ | ----------------- |
|                      | нет             |              | до 1940 года                   |                   |
|                      |                 |              | 1940 — 1945                    |                   |
|                      |                 | нет          | с 1945 года по настоящее время |                   |

## Знаки различия

### Генералы и офицеры
| Категории               | Генералы          | Генералы          | Генералы      | Генералы | Старшие офицеры | Старшие офицеры | Старшие офицеры | Младшие офицеры | Младшие офицеры | Младшие офицеры |
| ----------------------- | ----------------- | ----------------- | ------------- | -------- | --------------- | --------------- | --------------- | --------------- | --------------- | --------------- |
|                         |                   |                   |               |          |                 |                 |                 |                 |                 |                 |
| Норвежское звание       | General           | Generalløytnant   | Generalmajor  | Brigader | Oberst          | Oberstløytnant  | Major           | Kaptein         | Løytnant        | Fenrik          |
| Российское соответствие | Генерал-полковник | Генерал-лейтенант | Генерал-майор | нет      | Полковник       | Подполковник    | Майор           | Капитан         | Лейтенант       | Прапорщик       |

### Сержанты
| Категории               | Сержанты      | Сержанты          | Сержанты      | Сержанты        | Сержанты     | Сержанты |
| ----------------------- | ------------- | ----------------- | ------------- | --------------- | ------------ | -------- |
|                         |               |                   |               |                 |              |          |
| Норвежское звание       | Sersjantmajor | Kommandérsersjant | Stabssersjant | Oversersjant    | Vingsersjant | Sersjant |
| Российское соответствие | Нет           | Нет               | Нет           | Старший сержант | Нет          | Сержант  |

### Солдаты
| Категории               | Солдаты          | Солдаты            | Солдаты    | Солдаты        | Солдаты           | Солдаты   |
| ----------------------- | ---------------- | ------------------ | ---------- | -------------- | ----------------- | --------- |
|                         |                  |                    |            |                |                   |           |
| Норвежское звание       | Seniorspesialist | Ledende spesialist | Spesialist | Visespesialist | Ledende flysoldat | Flysoldat |
| Российское соответствие | Нет              | Младший сержант    | Нет        | Ефрейтор       | Нет               | Рядовой   |

## Галерея

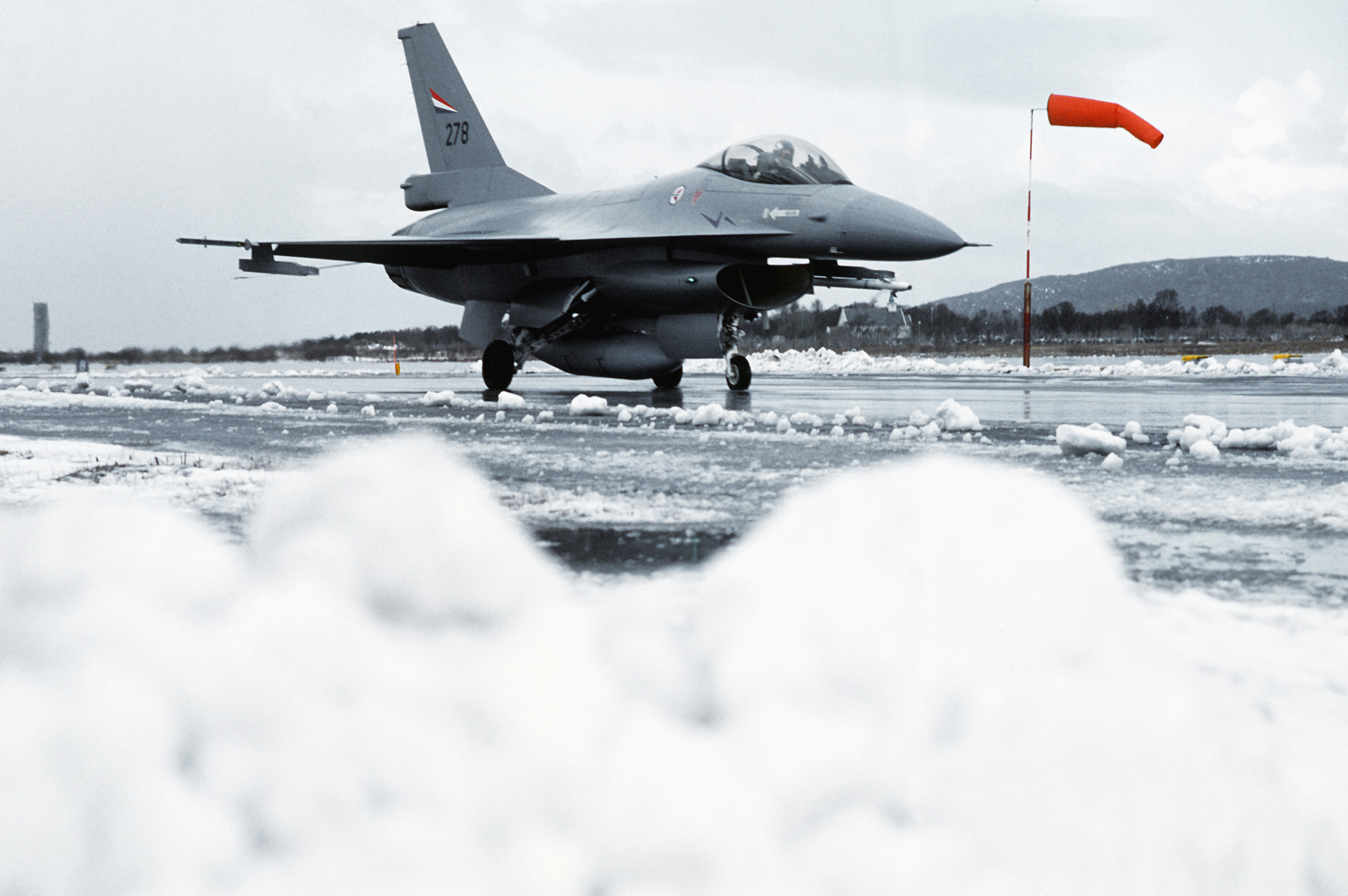
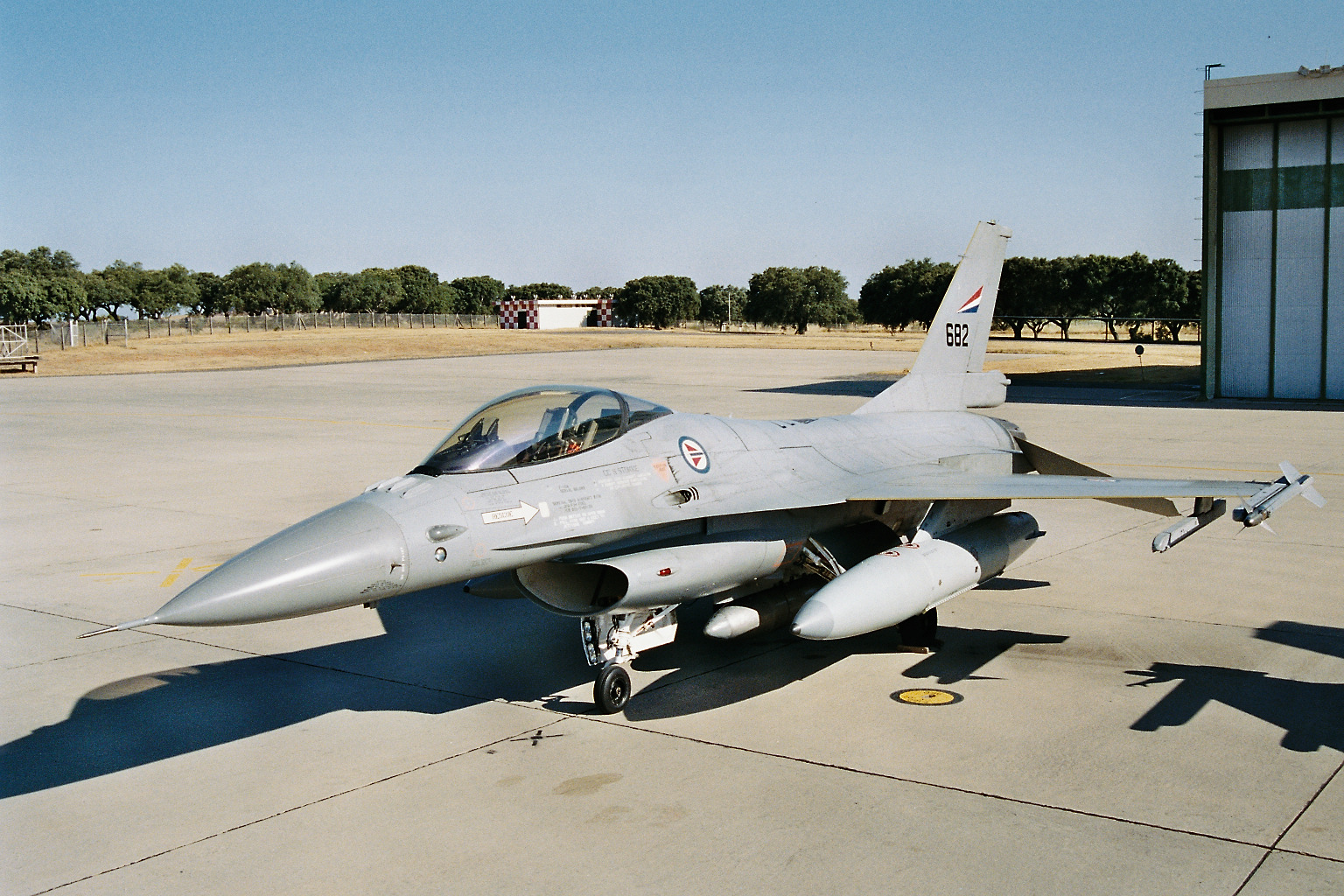
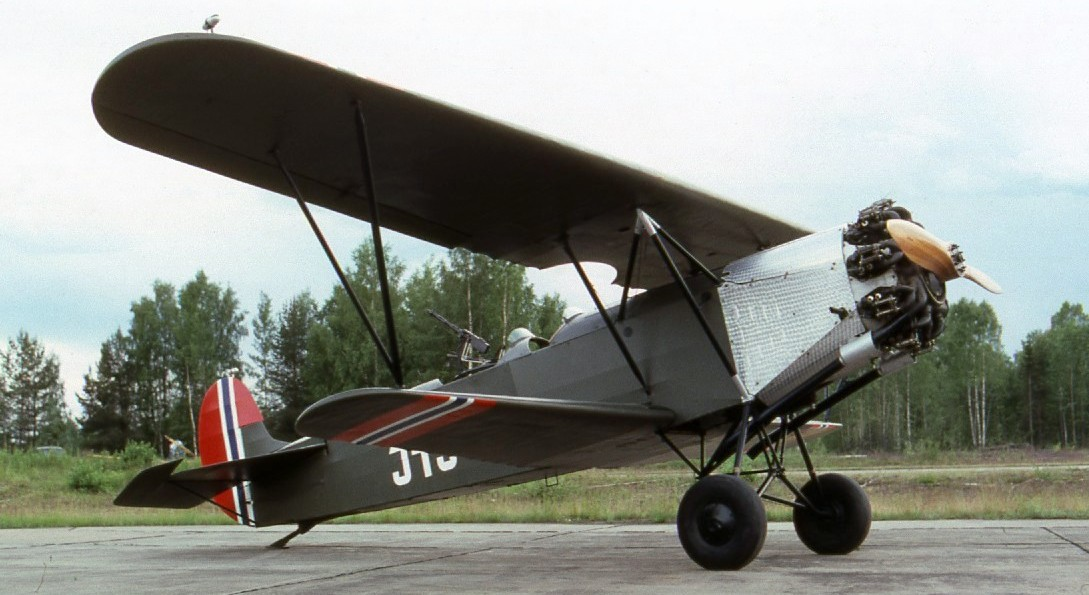
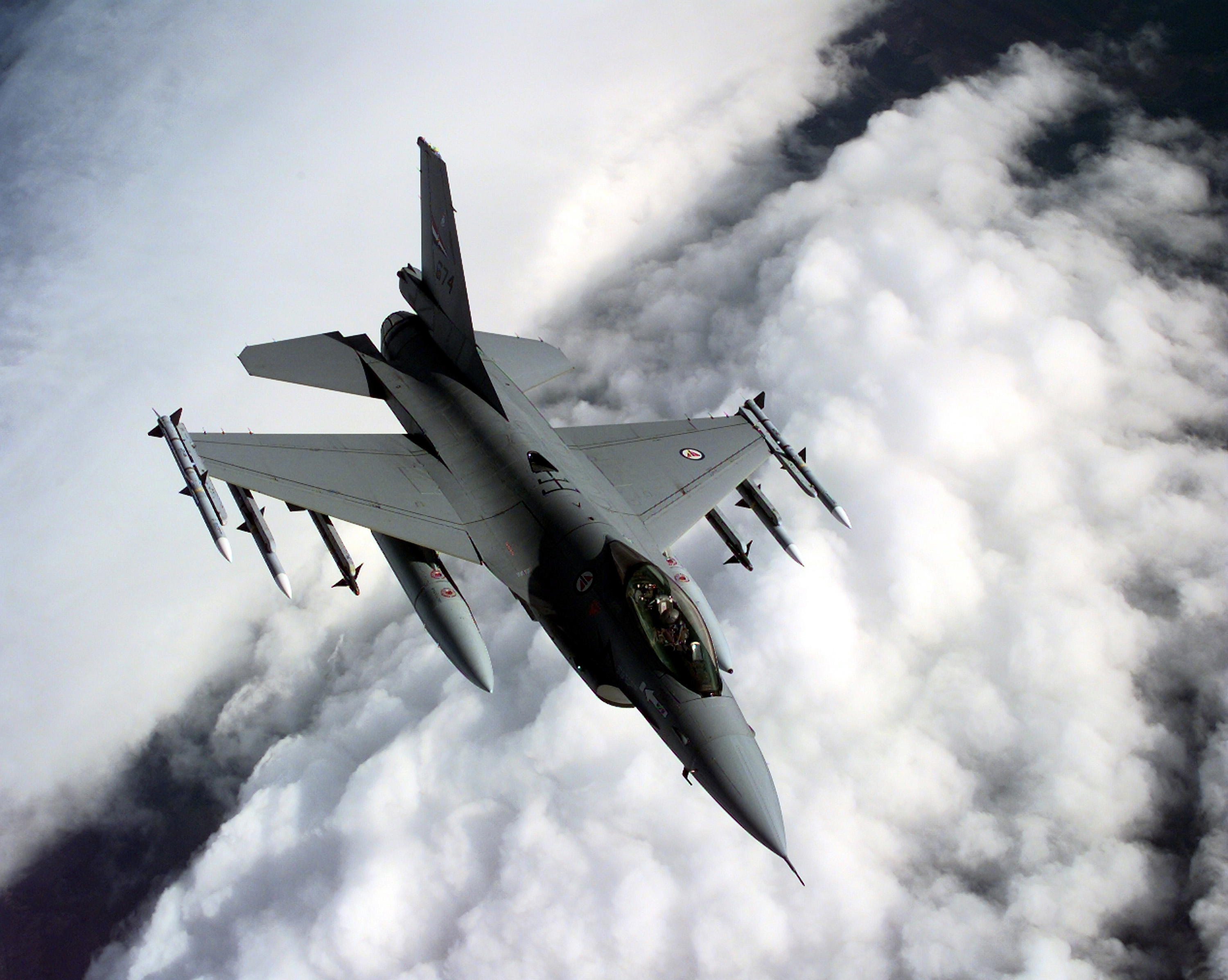
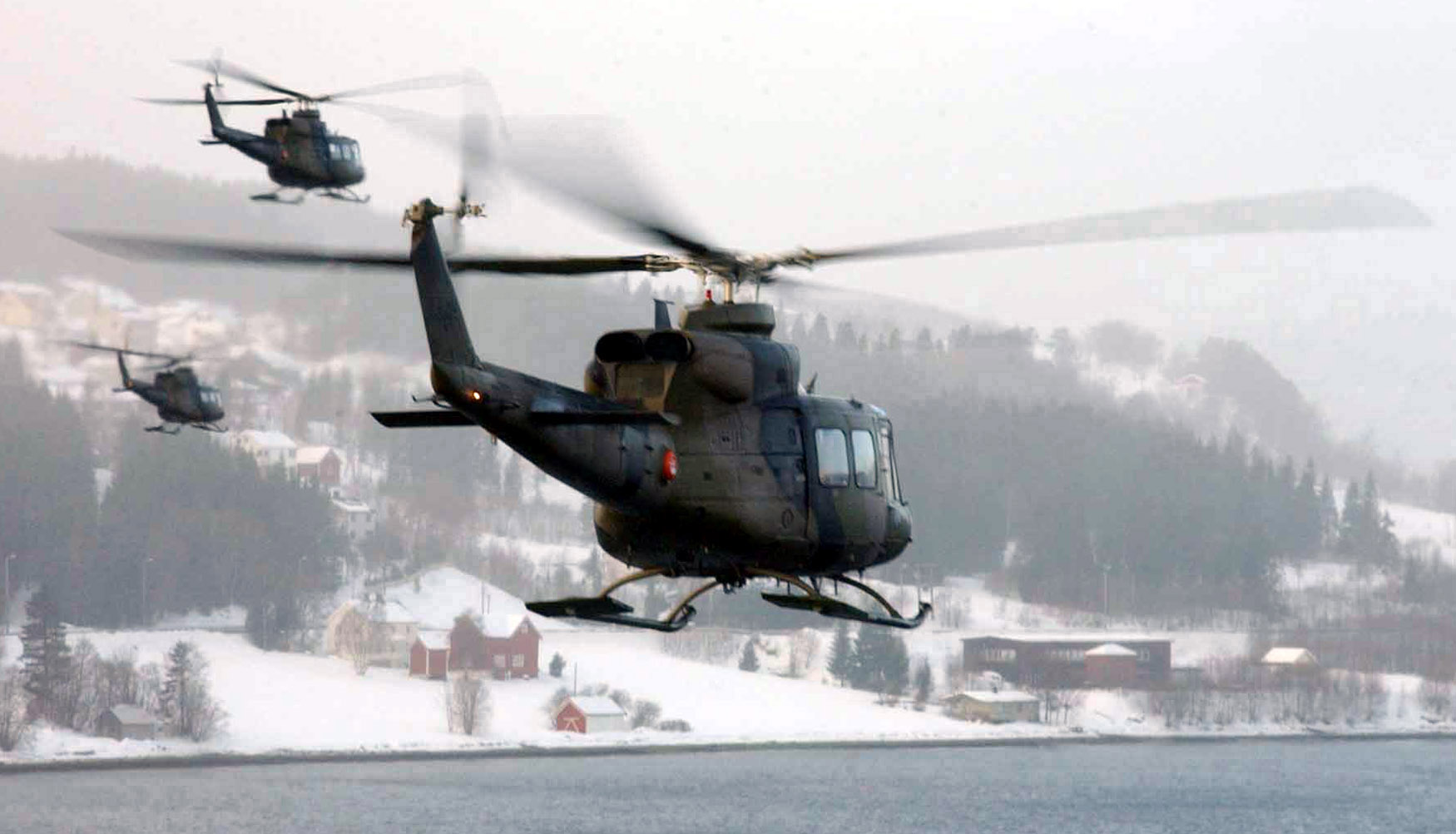
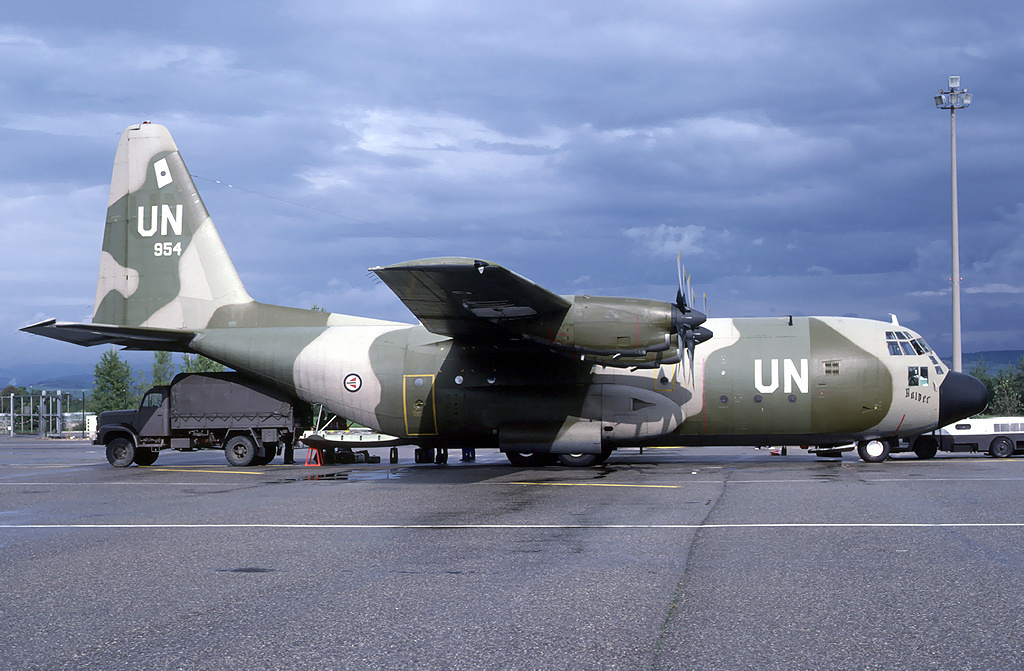
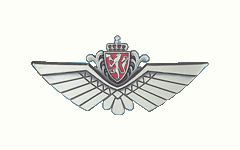
Знак пилота ВВС Норвегии